# Myersina
Myersina és un gènere de peixos de la família dels gòbids i de l'ordre dels perciformes.

## Taxonomia
- Myersina adonis (Shibukawa & Satapoomin, 2006)[2]
- Myersina crocatus (Wongratana, 1975)
- Myersina filifer (Valenciennes, 1837)
- Myersina lachneri (Hoese & Lubbock, 1982)
- Myersina larsonae (Allen, 1999)
- Myersina macrostoma (Herre, 1934)
- Myersina nigrivirgata (Akihito & Meguro, 1983)
- Myersina papuanus (Peters, 1877)
- Myersina pretoriusi (Smith, 1958)
- Myersina yangii (Chen, 1960)[3][4][5][6][7]